# Кост у грлу
Кост у грлу је први албум музичке групе Рибља чорба снимљен у Студију 5. Продуцент је био Енцо Лесић. Албум је продат у 120.000 плоча и садржи неке од највећих хитова ове групе као што је рок химна „Рокенрол за кућни савет“, „Звезда поткровља и сутерена“, „Ја сам још она иста будала“, „Егоиста“ и балада „Остани ђубре до краја“... Комисија ПГП РТБ-а је одлучила да наслов песме „Још један усран дан“ мора бити промењен, име је промењено у „Још један шугав дан“. Проблематични су били и стихови песме „Мирно спавај“ ("Попиј своје седативе, заборави на све живе, мирно спавај"), јер је по мишљењу исте те комисије „пропагирао дрогу“, стихови су избачени, али оригинална верзија те песме се појавила на синглу заједно са песмом „Назад у велики прљави град“ 1980. године.
Инспирација за песму „Остани ђубре до краја“ била је манекенка Биљана Невајда Шевић.